# Пшибернув
Пшибернув (пол. Przybiernów, нім. Pribbernow) — село в Польщі, у гміні Пшибернув Голеньовського повіту Західнопоморського воєводства.
Населення — 1749 осіб (2011).
У 1975-1998 роках село належало до Щецинського воєводства.

## Демографія
Демографічна структура станом на 31 березня 2011 року:
|          | Загалом | Допрацездатний вік | Працездатний вік | Постпрацездатний вік |
| -------- | ------- | ------------------ | ---------------- | -------------------- |
| Чоловіки | 861     | 172                | 618              | 71                   |
| Жінки    | 888     | 177                | 547              | 164                  |
| Разом    | 1749    | 349                | 1165             | 235                  |